# MDOH
MDOH (N-гидрокси-3,4-метилендиоксиамфетамин) — психоделик, производное амфетамина. Впервые синтезирован Александром Шульгиным. В книге PiHKAL указывается на дозу в 100—160 мг, и продолжительность эффекта в 3—6 часов. MDOH вызывает усиление чувства наслаждения красотой и природой, и по эффекту очень психоделичен. Также вызывает ряд негативных эффектов присущих MDMA.
На настоящий момент очень мало известно о фармакологии, метаболизме и токсичности MDOH.
В первый раз, когда был синтезирован MDOH, он был непреднамеренно и неосознанно преобразован в MDA. И поиск правильной дозировки и характеристики эффектов этого продукта был, конечно же, повторным открытием дозировки и эффектов МДА. Это одно из самых замечательных совпадений в мире, что после второго синтеза MDOH, когда MDOH действительно и действительно был фактически подготовлен, совершенно новый поиск правильной дозировки и характеристики эффектов показал, что они были почти идентичны предыдущим наблюдениям за (непреднамеренно произведенным) MDA.

## Дозировка
Диапазон дозировок указан как 100-160мг, продолжительность — 3-6 часов. 

## Побочные эффекты
Вызывает привыкание, задержку мочи, отёк , сухость во рту. 

## Действие
Сильный стимулятор, психоделик, эмпатоген, вероятно, высвобождает серотонин.         

## Фармакокинетика
Процесс биотрансформации веществ отличается у разных людей. Он зависит от следующих факторов:
- пол
- масса тела
- доза (более 150 мг МДМА принято считать опасным)
- частота и стаж употребления
- наличие хронических заболеваний
- генетические особенности
- уровень иммунной защиты организма
- одновременное употребление других веществ – стимуляторы, наркотики, лекарства, алкоголь
- «чистота» наркотика

Метаболизм МДМА протекает по нескольким путям. Они включают в себя такие химические реакции:
- деметилирование
- дезаминироание
- деалкилирование
- присоединение глюкуронового, метильного или сульфатного остатка

Процесс биотрансформации реализуется в печени с помощью цитохромов. При этом образуются метаболиты МДМА, которые также применяют для подтверждения факта приема наркотика. К ним относятся 4-гидрокси-3-метоксиметамфетамин (ГММА, III) и 3,4-метилендиоксиамфетамин (МДА, I).